# Philipp V. (Makedonien)

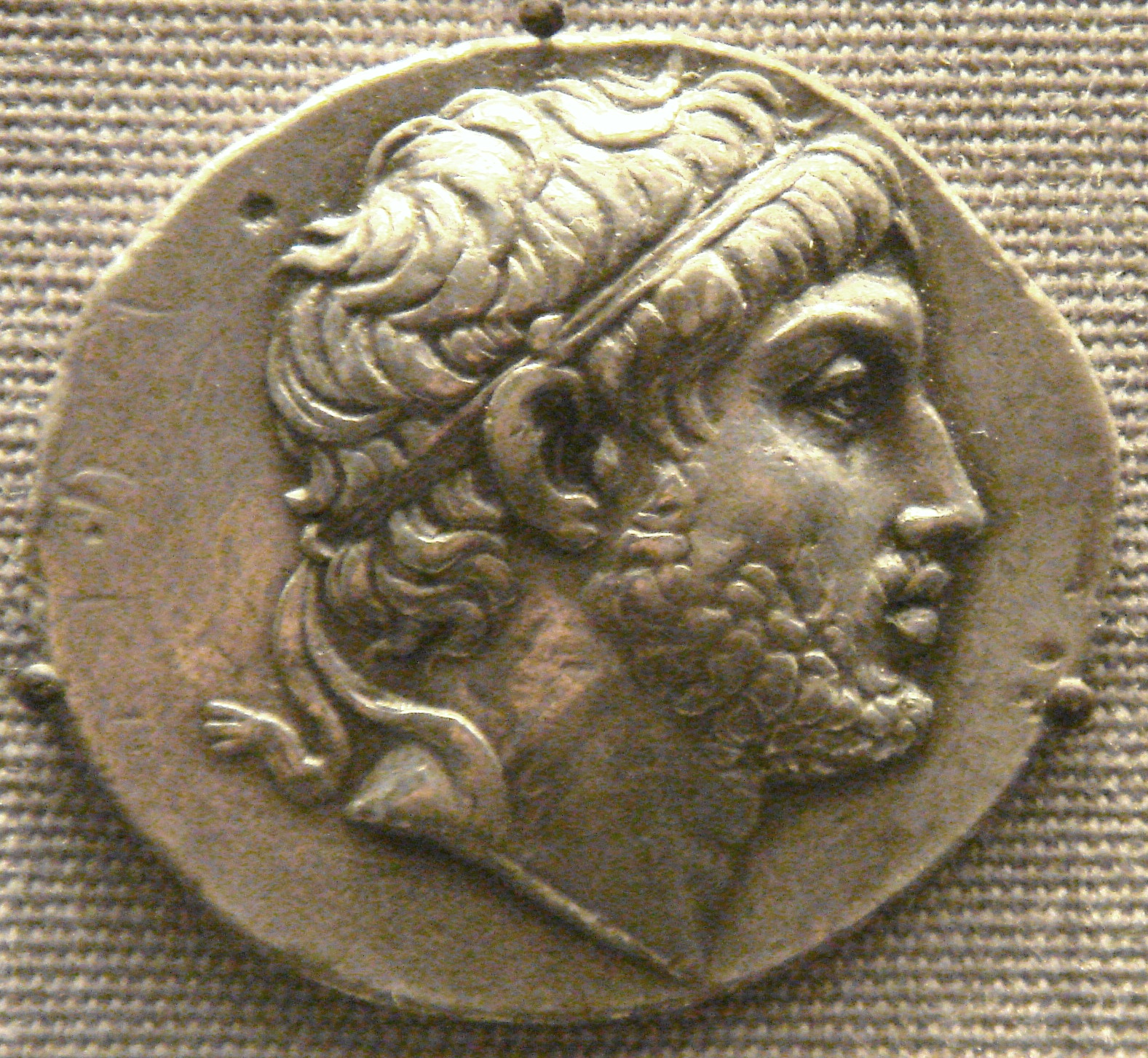
Münze König Philipps V. von Makedonien (London, British Museum)

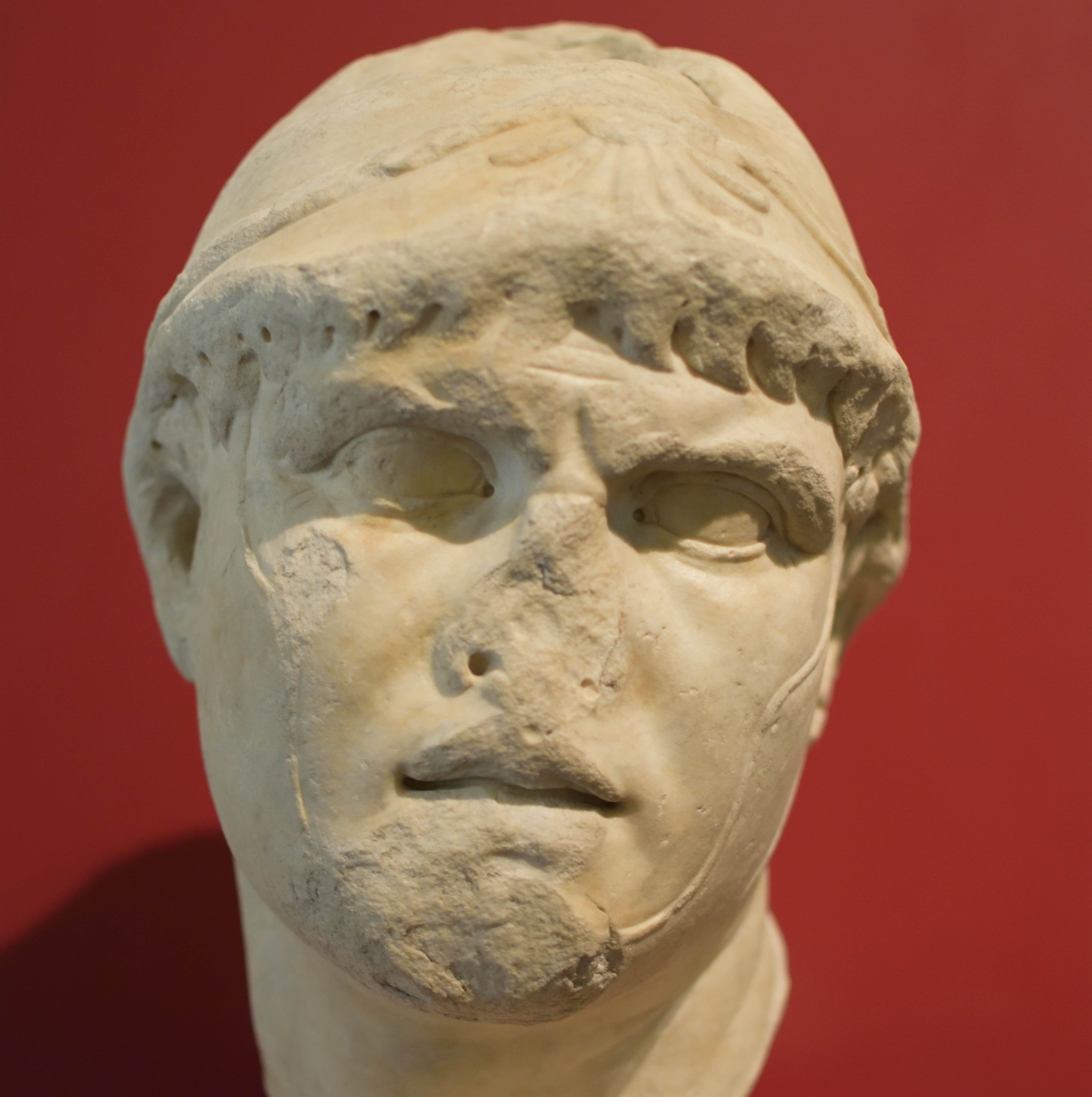
Büste, die wahrscheinlich König Philipp V. von Makedonien darstellt. Eine römische Kopie, die in der Regierungszeit Hadrians entstand

Philippos V. (altgriechisch Φίλιππος Phílippos, lateinisch Philippus; * 238 v. Chr.; † 179 v. Chr.) war von 221 bis 179 v. Chr. König von Makedonien. Er stammte aus dem Haus der Antigoniden und war der Sohn des Königs Demetrios II. Aitolikos und der Chryseis.

## Leben
Da Philipp beim Tod seines Vaters noch ein Kind war, übernahm sein Großonkel und Stiefvater Antigonos III. Doson die Herrschaft über Makedonien. Philipp wurde von diesem aber adoptiert, wodurch sein Thronfolgerecht zusätzlich anerkannt wurde. Während seiner kurzen Herrschaft als König konnte der tatkräftige Antigonos das Reich stabilisieren. Bereits von schwerer Krankheit gezeichnet, bereitete er die Thronfolge akribisch vor, schloss ein starkes Bündnis mit mehreren Mittelmächten (Hellenischer Bund), deren Furcht vor dem spartanischen König Kleomenes III. er geschickt ausnutzte, und ernannte eine Anzahl von Tutoren für seinen minderjährigen Nachfolger, darunter als diplomatischen Mentor den Staatsmann des Achäischen Bundes Aratos von Sikyon. 222 v. Chr. besiegten Antigonos und Aratos schließlich Sparta, das von den Ptolemäern unterstützt worden war, und sicherten damit die makedonische Dominanz über Hellas (Kleomenischer Krieg).
So übernahm Philipp 221 v. Chr. von seinem Stiefvater ein wiedererstarktes Makedonien und die Hegemonie über den größten Teil Griechenlands. Im sogenannten Bundesgenossenkrieg (220–217 v. Chr.) konnte Philipp dieses Erbe erfolgreich verteidigen. Sein Ziel war es, die Vormachtstellung Makedoniens über die Grenzen Griechenlands auszudehnen. Dabei kämpfte er sowohl gegen die beiden anderen hellenistischen Großreiche der Ptolemäer und Seleukiden als auch gegen zahlreiche kleinere und mittlere griechische Mächte. Dies führte aber im Gegenzug zur intensiven Einmischung Roms in Griechenland.
Im Zweiten Punischen Krieg schloss Philipp 215 v. Chr. offenbar ein Bündnis mit Hannibal ab in der Hoffnung, größere Landgewinne an der adriatischen Küste, also in Illyrien, erzielen und vor allem Rom, das zuvor in das makedonische Interessensgebiet vorgestoßen war, wieder von der Balkanhalbinsel verdrängen zu können. Eine große römische Flotte, die zu Philipps Erstaunen rasch von Brundisium ausgefahren war, machte diese Hoffnung zunichte. Zudem hatte Philipp damit den ersten makedonisch-römischen Krieg ausgelöst. Im Jahr 205 v. Chr. kam es zum Frieden von Phoinike, wobei sich Rom in dieser Zeit, im Gegensatz zu seinem Verbündeten seit 212 v. Chr., dem Ätolischen Bund, nur wenig an den Kämpfen beteiligte. Der Friedensvertrag belegte Philipp mit Sanktionen, minderte seine Macht aber nicht wesentlich. Allerdings sannen die Römer auf Rache, weil sich Philipp mit ihrem Todfeind Hannibal verbündet hatte.
Philipp versuchte nach der gescheiterten Expansion im Westen, seine Herrschaft im Osten, genauer in der Ägäis, auf Kosten des zu dieser Zeit sehr schwachen Ptolemäerreiches auszubauen. Umstritten in der Forschung ist, ob Philipp dabei möglicherweise sogar zusammen mit dem Seleukidenherrscher Antiochos III. eine völlige Aufteilung des Ptolemäerreiches anstrebte (sogenannter Raubvertrag). Philipp geriet dabei in einen Konflikt mit der Handelsmacht Rhodos und dem Königreich Pergamon, die ihre wirtschaftlichen und territorialen Interessen durch ein mächtiges Makedonien bedroht sahen und darum die Römer um Hilfe baten. Diese wollten Philipp ohnehin dafür bestrafen, dass er sie inmitten des Zweiten Punischen Krieges angegriffen hatte, und griffen ohne Zögern zu den Waffen. Im daraufhin ausgebrochenen zweiten makedonisch-römischen Krieg (200–197 v. Chr.) verlor Philipp die entscheidende Schlacht 197 v. Chr. bei Kynoskephalai gegen die Römer unter der Führung von Titus Quinctius Flamininus. Im anschließenden Friedensvertrag wurde Philipp gezwungen, seine Flotte und wichtige Stützpunkte sowie die Hegemonie über Griechenland aufzugeben. Durch die Freiheitserklärung des Flamininus im Jahr 196 v. Chr. musste Philipp außerdem auf jede weitere Expansion in Griechenland verzichten, auch die makedonische Herrschaft im kleinasiatischen Karien fand damit ein Ende.
Philipp erkannte seine Chancenlosigkeit gegenüber Rom und wurde in der Folge Roms Verbündeter im Krieg gegen den Ätolischen Bund und Antiochos III. Er konnte danach seine Stellung im östlichen Balkanraum wieder konsolidieren, was zwar nicht gegen den Vertrag von 196 verstieß, aber Roms Misstrauen weckte. Nach seinem Tod versuchte sein Sohn Perseus, die Macht Makedoniens wieder zu vergrößern; er wurde aber 172 unter fadenscheinigen Vorwürfen von Rom angegriffen und unterlag 168 v. Chr. im Dritten Makedonischen Krieg in der Schlacht von Pydna den Römern unter Lucius Aemilius Paullus Macedonicus.
Da die beiden wichtigsten Quellen zu Philipp, Polybios und Titus Livius, prorömisch gefärbt sind, fällt es schwer, zu einem ausgewogenen Urteil über den König zu gelangen. Philipp galt als fähiger Verwalter und Feldherr, der den makedonischen Staat auf die Höhe seiner Leistungsfähigkeit brachte. Allerdings neigte er laut Polybios auch zu politischem Fehlverhalten und Brutalität. Seinen Sohn Demetrios ließ er wegen dessen Sympathien für Rom als Verräter hinrichten, was die Römer ihm und Perseus nicht verziehen. Auch vergiftete er angeblich den berühmten achaiischen Strategen Aratos von Sikyon und verführte dessen Schwiegertochter Polykratia, was ihn zusätzliche Sympathien bei den Griechen kostete.
Aus zwei unterschiedlichen Ehen hatte er fünf Kinder:
- Perseus († 165 v. Chr.), letzter König von Makedonien
- Demetrios († 181 v. Chr.)
- Philippos
- Apame, ⚭ mit König Prusias II. von Bithynien
- Tochter, ⚭ mit dem thrakischen Fürsten Teres